# Хлопці з вулиці Маркса та Енгельса
«Хлопці з вулиці Маркса та Енгельса» — драматичний кримінальний фільм 2014 року. Стрічка була висунута Чорногорією на 87-му премію «Оскар» за найкращий фільм іноземною мовою.

## Сюжет
Тренер баскетбольної команди «Тітоград» Йованович відмовляється піддаватися супернику. За непокору бос Потпара наказує побити його. Свідком розправи стає син Станко. Після смерті Йовановича Потпара переселяє родину з їхньої квартири, бо вони її отримали разом з роботою батька, а тепер там буде жити новий тренер. Нове житло було жахливим, ще й у неблагополучному районі.
На вулиці Маркса та Енгельса в них починається новий етап життя. Станко збирає тріо «Тітоград», який стає дуже успішним. Та жадоба помсти не полишає його. За невдалу спробу нападу на Потпару йому пропонують угоду, за умови якої Станко назавжди їде до Лондона.
Через певний час Станко бачить по телевізору успішного та щасливого Андріє Потпару. Він згадує про колишню кривду та повертається у Чорногорію, яка за 15 років змінилася. Войо дуже радіє зустрічі з братом. Він розповідає йому про свої переживання. Станко спробував допомогти молодшому втрати цноту. У нічному клубі хлопець зустрічає колишню подружку Лейлу, яка через виданий кредит гурту стала шльондрою та Фікі, який працював наркоторговцем.
На стадіоні Станко робить спробу вбити Андріє Потпару, у якого трапляється інсульт. Молодий чоловік приходить до нього в палату та вирішує, що це не його шлях. Через два роки Станко знову стає успішним музикантом.

## У ролях
| Актор                  | Персонаж       | Роль                          |
| ---------------------- | -------------- | ----------------------------- |
| Момчило Отасевич       | Станко         | музикант, старший брат Войо   |
| Філіп Джуретич         | Войо Йованович | молодший брат Станко          |
| Анджела Мічанович      | Даніка         | дівчина Войо                  |
| Ана Софренович         | Радміла        | мати Станко та Войо           |
| Емір Хаджихафізбегович | Андріє Потпара | бос батька Станко та Войо     |
| Юлія Мілачич           | Жакі           | подруга Даніки та Войо        |
| БранімирПопович        | Петар Потпара  | син Андріє Потпари            |
| Бранка Станіч          | Лейла          | співачка гурту «Тітоград»     |
| Мілівож Обрадович      | Фікі           | бас-гітаріст гурту «Тітоград» |

## Створення фільму

### Виробництво
Зйомки фільму проходили в Подгориці, Чорногорія.

### Знімальна група
- Кінорежисер — Нікола Вукчевич
- Сценаристи — Нікола Вукчевич, Джордже Милославлевич, Милиця Пілетич
- Кінооператор — Димитріє Джокович
- Кіномонтаж — Срджан Дідо Станоєвич
- Композитор — Владимир Моріц
- Художник-постановник—Станіслав Нікчевіч
- Артдиректор — Єлена Джуканович[2].